# Mercado Central de Tarija
El Mercado Central de Tarija es un importante centro de abasto de la ciudad boliviana de Tarija.  

## Historia
Según el investigador Julio Álvarez, en 1843, el prefecto José Rodríguez Magariños ordenó se construyera un espacio para vender productos agrícolas, en predios de la orden dominica. En 1933, durante la administración del alcalde Isaac Attie, se hicieron ampliaciones; lo mismo sucedió en 1966, durante la administración del alcalde Joaquín Rejas. En 1975 se realizaron nuevas construcciones con el aporte económico de la ya desaparecida Corporación de Desarrollo de Tarija. En 2012 el edificio comenzó a ser demolido y en 2013 se comenzaron las gestiones para la construcción del nuevo mercado, el cual se inauguró en enero el 2018, durante la administración del alcalde Rodrigo Paz Pereira. Ese se encuentra en pleno centro de la ciudad.
Actualmente este mercado es considerado uno de los más modernos del país. Mide 12.000 metros cuadrados, cuenta con 410 puestos comerciales distribuidos en tres pisos y supuso una inversión de 44 millones de bolivianos. Para el año 2022 contaba con aproximadamente 500 comerciantes, dedicados a los sectores: comedor, panes, carnes, frutas, artesanías, licuados y otros. Asimismo, se considera una atracción turística de la ciudad.